# Mabel Stark
Mary Ann Haynie (Estados Unidos, 10 de diciembre de 1889 - Thousand Oaks, 20 de abril de 1968), conocida artísticamente como Mabel Stark, fue una domadora de tigres estadounidense de la década de 1920. Se la consideraba una de las primeras domadoras de tigres del mundo. En su tardía necrológica, The New York Times alabó a Stark como «una de las más célebres domadoras de animales en un campo dominado por hombres».

## Trayectoria
Stark nació el 10 de diciembre de 1889, pero el lugar de nacimiento no ha sido confirmado, ya que tanto Kentucky como Tennessee han sido citados como posibles lugares de nacimiento. Más tarde, la familia se trasladó a Cobb, cerca de Princeton (Kentucky), donde vivían sus abuelos maternos. Era una de los siete hijos de Lela y Hardy Haynie. Los padres de Stark eran granjeros y murieron con dos años de diferencia, por lo que a los 17 años Stark y sus hermanos quedaron huérfanos. Pasó una breve temporada con su tía Kate Pettypoole en Princeton. Después viajó a Louisville y se hizo enfermera en el hospital St. Mary. Poco después, abandonó Louisville y resulta difícil rastrear este tiempo de su historia, sus amigos del circo afirmaban que trabajó en carnavales como bailarina, y como muchos artistas de circo, Stark no dudaba en enriquecer la verdad para crear una historia interesante, incluso una vez dijo a un entrevistador que era hija de un canadiense adinerado.
Acabó en 1911 en el circo Al G. Barnes, con sede en Culver City, California, donde conoció al domador de animales Al Sands, y trabajó durante un breve periodo como amazona de alta escuela. Empezó a trabajar con Louis Roth, un famoso «hombre gato» con el que más tarde se casaría. Stark se casó cuatro o cinco veces.
Luego se convirtió en adiestradora de tigres en el circo. Al principio, realizó un número con globos, en el que montaba a un león en una plataforma y luego pisaba un pedal para lanzar fuegos artificiales. Más tarde, en 1916, presentó un número con más tigres, que se convirtió en el más llamativo de la función.
En 1914, en Detroit (Míchigan), fue atacada por sus leopardos durante un desfile, y en el invierno de 1915 fue atacada en Venice (California). El tercero lo sufrió el 18 de febrero de 1916, cuando Stark fue gravemente atacada por un león llamado Louie mientras ensayaba para la exhibición de Pacific Electric del National Orange Show en San Bernardino (California). El león se llevó a la boca el brazo izquierdo de Stark y le dio varias vueltas, a lo que su marido Roth, disparó cartuchos de fogueo de un revólver a la cara del león. Ese mismo día, Roth también había sido atacado por un león llamado Jeff y tenía heridas profundas en el brazo previas al incidente de su mujer. Stark fue sacada inconsciente de la jaula y llevada a un hospital, donde fue tratada de un brazo destrozado y roto.
Adoptó un cachorro de tigre llamado Rajah y lo crio para que realizara con ella su reconocido número de lucha libre. Para ello, jugaba con él en la playa y lo tenía como mascota en su apartamento. Según su autobiografía Hold That Tiger, «Rajah corría hacia mí. Subía sobre sus patas traseras y me rodeaba el cuello con las delanteras. Nos dábamos la vuelta una o dos veces, lo tiraba al suelo y rodábamos tres o cuatro veces. Le abría la boca, le metía la cara dentro y me ponía en pie de un salto".
En 1922, se unió al Ringling Brothers and Barnum & Bailey Circus, donde actuó en el Madison Square Garden con tigres y una pantera negra. Al final de esa temporada, de los seis números con animales salvajes que ofrecía el circo, el de Stark fue el de mayor éxito. Al año siguiente, en 1923 actuó en la pista central del Ringling, pero dos años más tarde, en 1925, el circo prohibió todos los números con animales salvajes.
Tras una estancia en Europa actuando en un circo, regresó a Estados Unidos en 1928 y empezó a trabajar con el John Robinson Show. En Bangor (Maine), se cayó en una pista embarrada y fue gravemente atacada por sus tigres, lo que le originó una herida que casi le secciona la pierna, laceraciones en la cara, un agujero en el hombro, un desgarro en el deltoides y otras muchas lesiones. Fue rescatada por su compañero Terrell Jacobs y regresó a la pista en pocas semanas, envuelta en vendas y caminando con un bastón. A lo largo de sus casi 60 años de trabajo con tigres, sufrió numerosas mutilaciones y lesiones graves. En un momento de su carrera, se enfrentó a 18 grandes felinos en la pista.
Actuó con el circo Sells-Floto en 1929 y volvió a unirse al Ringling en 1930, donde permaneció hasta la temporada de 1938. En 1932, Stark y su número con tigres fueron filmados para la película de Paramount Pictures King of the Jungle, dónde se la ve poniendo a prueba a sus tigres cuando estalla un incendio en la carpa principal, y en 1933, ejerció como doble de la actriz Mae West en la película I’m No Angel, en donde daba vida a una artista de circo.
Además, realizó giras con pequeños circos y vivió en Japón, donde representó su número circense en la década de 1950. Regresó a California y terminó su carrera en el Jungle Compound (más tarde llamado Jungleland) en Thousand Oaks. Apareció ocasionalmente en televisión en la década de 1960, dónde fue una de las invitadas de What's My Line?, el programa de los domingos por la noche de la CBS.
El director general de Jungleland la despidió en noviembre de 1967, alegando que la aseguradora ya no la cubriría. Le dijeron que no volviera nunca más al recinto, y la separaron de sus felinos.  Tres meses después de un incidente en el que uno de sus tigres se escapó y lo mataron a tiros, Stark se suicidó con una sobredosis de barbitúricos. En su autobiografía, Hold That Tiger, escribió: «La puerta del tobogán se abre cuando hago restallar mi látigo y grito: '¡Que vengan! '. Salen los tigres, gruñendo y rugiendo, saltando unos contra otros o hacia mí. Es una emoción inigualable, y la vida sin ella no vale la pena para mí». Su cuerpo fue encontrado el 20 de abril de 1968.

## Obra
- 1938 - Hold that Tiger.[16]

## Reconocimientos
Está considerada como una de las primeras mujeres domadoras de tigres de la historia.
En 2001, el autor Robert Hough publicó una biografía ficticia de la vida de Stark titulada The Final Confession of Mabel Stark (La confesión final de Mabel Stark), un relato ficticio de los acontecimientos de su vida, basada en 1968, el mismo año en que Stark se suicidó. El guion fue adquirido por el director Sam Mendes para hacer una película protagonizada por su esposa Kate Winslet.  En 2018 se estrenó un documental titulado Mabel, Mabel, Tiger Trainer dirigido por Leslie Zemeckis.